# Bia actorion
Bia actorion är en fjärilsart som beskrevs av Carl von Linné 1763. Bia actorion ingår i släktet Bia och familjen praktfjärilar. Inga underarter finns listade i Catalogue of Life.

## Bildgalleri

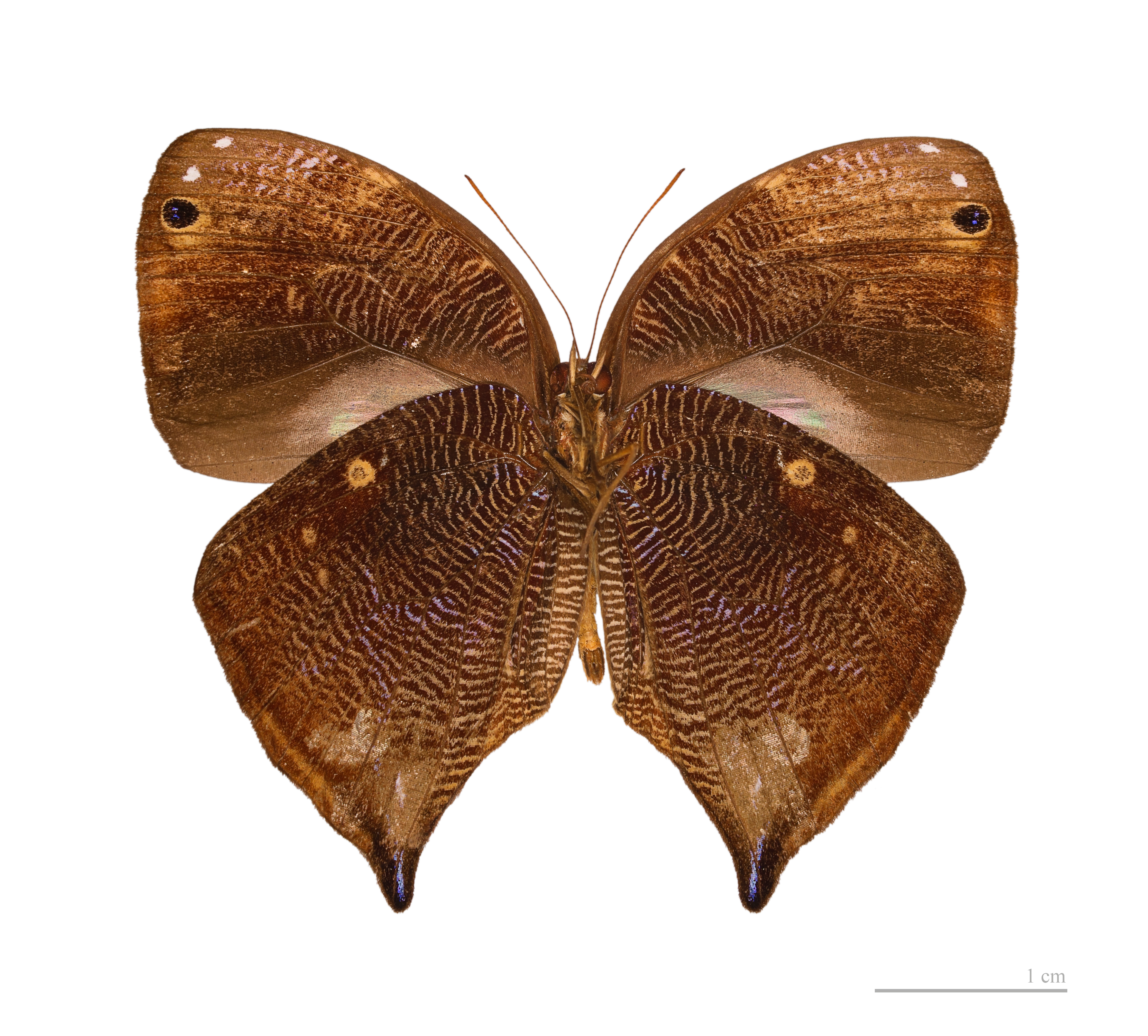
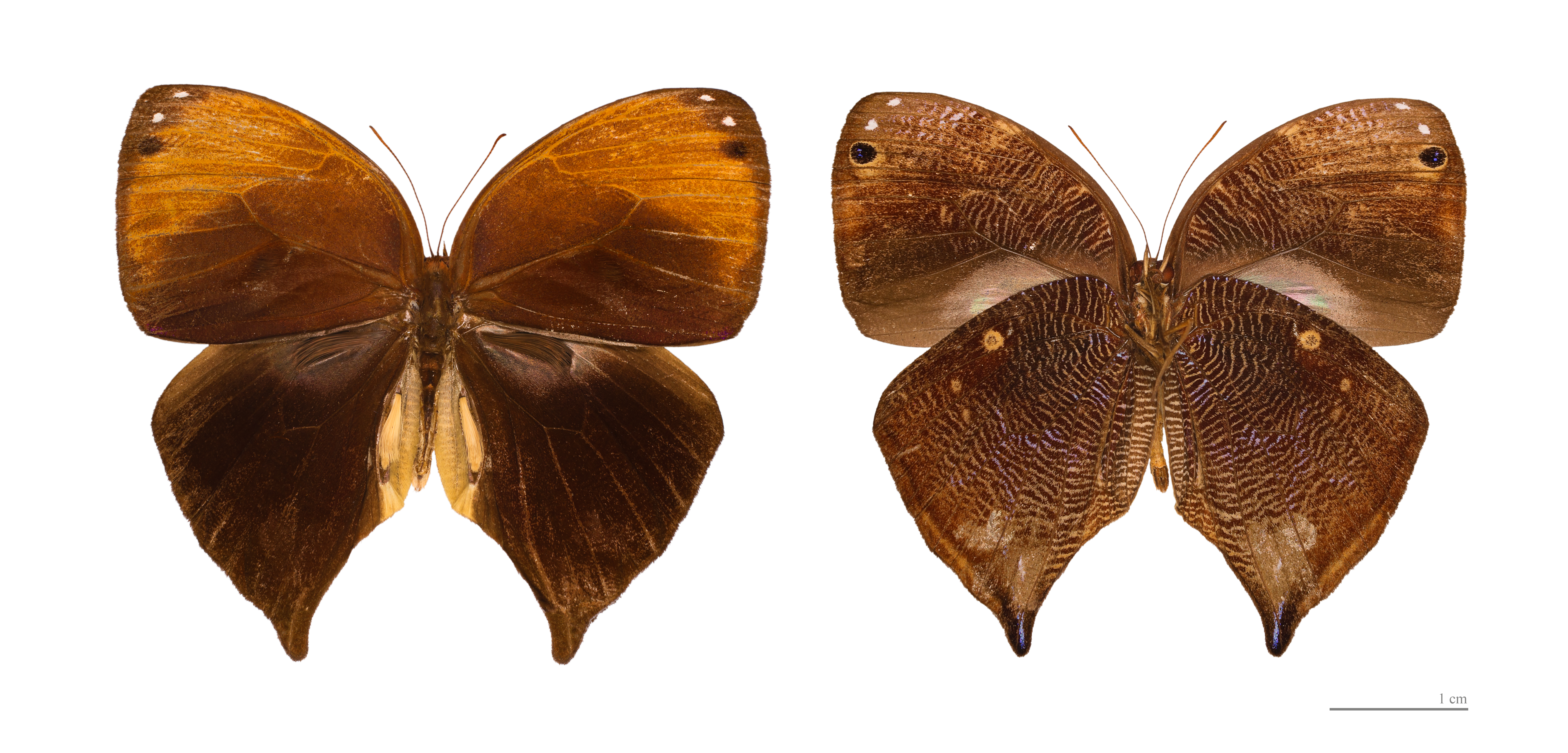
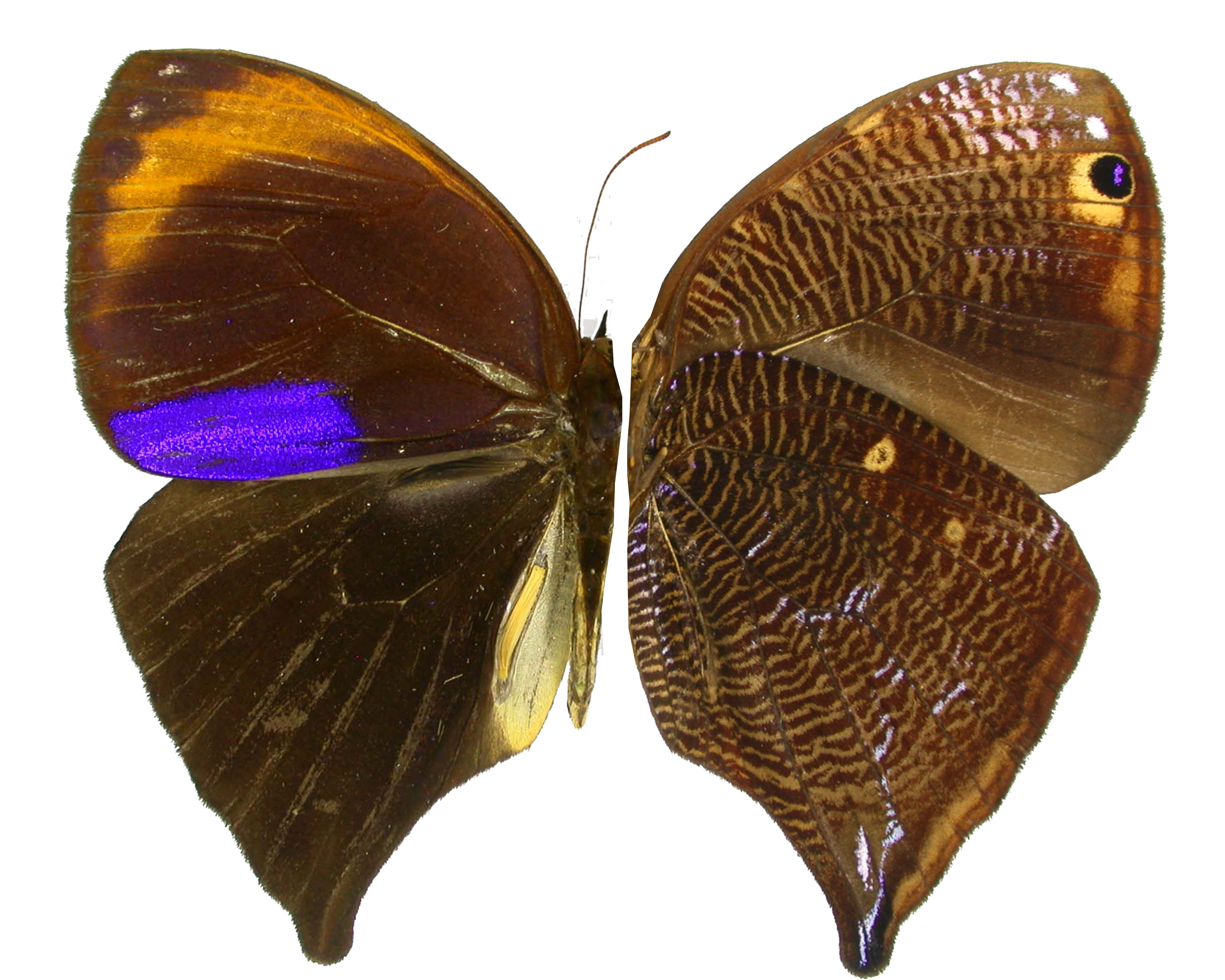
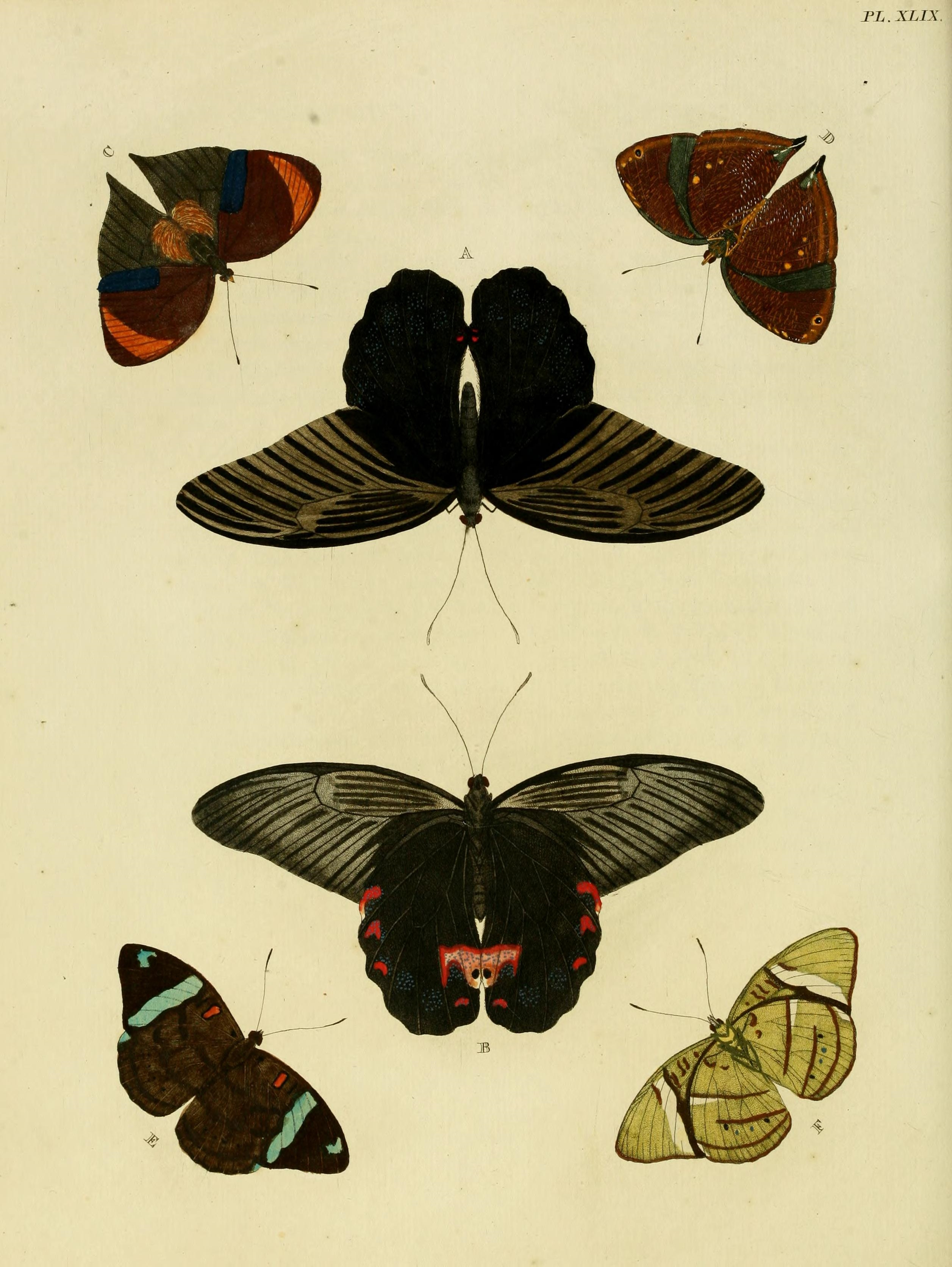